# 하장항
하장항은 경상남도 고성군 동해면 장좌리에 있는 어항이다. 2002년 8월 6일 어촌정주어항으로 지정하여 관리하고 있다. 시설관리자는 고성군수이다.

## 어항 구역
- 수역: 하장 조선소(입구)앞 지선에서 하장선착장 동북쪽 해안바위 돌출부를 연결한 선내수면
- 육역: 경남 고성군 동해면 장좌리 547-3번지 외 2필지

## 어항 시설
- 호안 53m, 선착장 58m

## 주요 어종
- 굴, 대구, 감성돔, 도다리, 갯가재, 물매기, 바지락 등